# 卡纳维拉尔角空军基地18号发射台
18号发射复合体（LC-18）位于卡纳维拉尔角空军基地，活跃于20世纪50至60年代。主要用于维京火箭，先锋火箭, PGM-17托尔及侦察兵运载火箭的发射。发射场包含两个发射台，LC-18A主要为海军的先锋火箭服务，而LC-18B主要为空军的 PGM-17托尔导弹服务。 
LC-18的首次发射任务是1956年12月8日执行的先锋计划的测试飞行。其后一次发射是1957年5月的维京火箭发射。同年9月，先锋火箭首飞。1957年12月6日，美国的首颗卫星使用先锋3号火箭从LC-18A发射升空，但以火箭在发射台上爆炸而失败告终。先锋火箭的全部12次发射都是在LC-18A进行的，1958年发射台完成任务后被移交给NASA。1959年先锋火箭退役后，LC-18A则被移交给美国空军用于侦察兵火箭。
1958年6月4日至1960年2月29日间，LC-18B共进行了17次托尔导弹测试任务。这之后，发射台也被改造为侦察兵火箭之用。
共计16枚侦察兵火箭在LC-18发射（LC-18A 10次，18B 6次）。其中15次都是亚轨道的探空发射，1次是入轨发射，运送NASA的水星-侦察兵1号，但这次发射没有进入预定轨道，升空43秒后被靶场安全系统摧毁。LC-18A发射的火箭都是蓝色侦察兵运载火箭，发射期1960年9月21日至1965年6月9日。LC-18B则发射了蓝色侦察兵一号和蓝色侦察兵二号，发射期1961年1月7日至1967年4月12日。